# Гагут, Луиза Дмитриевна
Луиза Дмитриевна Гагут (род. 28 сентября 1949 года, Мариуполь) — депутат Государственной Думы I созыва от партии ЛДПР. Кандидат экономических наук.
Доктор экономических наук, профессор, член Союза писателей России.
Лауреат премии Российского Союза товаропроизводителей имени А. Н. Косыгина (2003).

## Биография
В 1971 году окончила Мариупольский металлургический институт, инженер-экономист.
В 1992 году вступила в политическую партию ЛДПР. В декабре 1993 года была избрана от партии депутатом Государственной думы первого созыва, входила в состав комитета по природным ресурсам и природопользованию. Также баллотировалась и во второй созыв думы, избрана не была.
Действительный член Российской академии естественных наук, член ПАНИ (2010), почётный член Международной академии ноосферы.

## Книги
- Государственная Дума. — М. : Русь, 1999. — 94, [1] с. ISBN 5-89655-014-6
- СНГ: новый путь развития в XXI веке / Гагут Л. Д. — М. : Русь, 2000. — 383 с. ISBN 5-89655-021-9
- «Ноосферное развитие экономики и общества» (Изд-во «Алгоритм», 2018. — 240 с.)[7]
- Ричард : беседы с легендарной личностью : [о Р. И. Косолапове / составитель Л. Д. Гагут]. — Москва : Родина, 2021. — 382 с. — ISBN 978-5-00180-094-1